# 冪零群
群論における冪零群（べきれいぐん、英: nilpotent group）は、「ほとんど」アーベルな群である。この概念は、冪零群が可解群となるという事実に裏打ちされ、有限冪零群に対して位数が互いに素な二元は可換となる。有限冪零群はさらに超可解でさえある。冪零群の概念の創始は1930年代におけるロシア人数学者セルゲイ・チェルニコフの業績に帰せられる。
冪零群はガロワ理論において、また群の分類理論において、用いられる。あるいはまた、リー群の分類においても顕著である。
冪零あるいは降中心列・昇中心列といった用語は、（導来群を作る操作を、リー括弧積で代用した類似概念を用いて）リー環の理論においても用いられる（冪零リー環の項を参照）。

## 定義
考えている群が冪零であるとは、以下の同値な条件の何れか（したがってすべて）を満足するときに言う: 
- 有限の長さの中心列（英語版）を持つ。それはすなわち、正規部分群からなる有限の系列{\displaystyle \{1\}=G_{0}\triangleleft G_{1}\triangleleft \dots \triangleleft G_{n}=G} であって、Gi+1/Gi ≤ Z(G/Gi) あるいは同じことだが [G, Gi+1] ≤ Gi となるものである。
- 降中心列（英語版）が有限の長さで自明群に到達する。すなわち、G0 ≔ G および Gi+1 ≔ [Gi, G] によって定まる正規部分群の系列で{\displaystyle G=G_{0}\triangleright G_{1}\triangleright \dots \triangleright G_{n}=\{1\}}とできる。
- 昇中心列（英語版）が有限の長さでもとの群に到達する。すなわち、Z0 ≔ {1} および Zi+1 は Zi+1/Zi = Z(G/Zi) なる G の部分群と定めるとき、得られる正規部分群の系列で{\displaystyle \{1\}=Z_{0}\triangleleft Z_{1}\triangleleft \dots \triangleleft Z_{n}=G}とできる。

冪零群 G に対して、G が長さ n の中心列を持つとき（定義により、長さ n を持つとは中心列に自明群と G 自身を含めて n + 1 個の部分群が並ぶときに言う）、そのような n の最小値を G の冪零度 (nilpotency class; 冪零性の等級) と呼び、また G は冪零度 n の冪零群であるという。G の冪零度は、降中心列または昇中心列を用いても同じ値が定められる。
冪零度を上記のどの仕方で定義したとしても、直ちにわかることに「自明群が冪零度零の唯一の群である」ことおよび「冪零度 1 の群は非自明なアーベル群である」ことが挙げられる

## 例

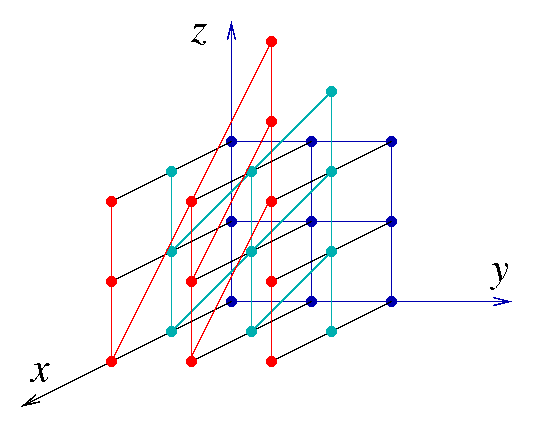
よく知られた冪零群の例である離散ハイゼンベルク群のケイリーグラフの一部

- 既に述べたように、任意のアーベル群は冪零である[2][4]。
- 小位数の非アーベルな例として、最小の非アーベル p-群である四元数群 Q8 を挙げることができる。その中心は位数 2 の {1, −1} であり、昇中心列 {1}, {1, −1}, Q8 が得られるから、これは冪零度 2 の例ということになる。
- 実は任意の有限 p-群が冪零である。位数 pn の p-群に対し、最大の冪零度は n - 1 である。冪零度最大の 2-群は、四元数群、二面体群あるいは半二面体群（英語版）の一般化と考えられる。
- 二つの冪零群の直積はまた冪零である[5]。
- 逆に、任意の有限冪零群は p-群の直積になる[6]。
- ハイゼンベルク群は非アーベル[7]無限冪零群の例である[8]。
- 任意の体 F 上の n-次冪単行列（英語版）（単上三角行列）全体の成す乗法群は、冪零度 n − 1 の冪零（代数）群（英語版）である。
- F 上の n-次正則上三角行列全体の成す乗法群は一般には冪零群でない（が、可解群ではある）。

## 用語の説明
冪零群の名称は、それが任意の元による「随伴作用」が冪零となることによる。つまり、冪零度 n の冪零群に対して、その元 g の定める作用 {\displaystyle \operatorname {ad} _{g}\colon G\to G;\;x\mapsto \operatorname {ad} _{g}(x):=[g,x]} が g, x に依らずn 回反復合成で自明となる（ここで、[g, x] ≔ g−1x−1gx は g, x の交換子である）。
これは冪零群を定義可能な特徴づけとはなっていない。実際、（既にみたように冪零度 n の）随伴作用素 adg 全体の成す群は n-次エンゲル群と呼ばれ、一般には冪零群でない。位数有限ならば冪零であることが示され、有限生成ならば冪零であろうと予想されている。
アーベル群はちょうど、そのような群で随伴作用が冪零でも自明でもないもの（1-次エンゲル群）になっている。

## 性質
昇中心列の連続する部分群による各剰余群 Zi+1/Zi はアーベル群であり、かつ列は有限であるから、任意の冪零群は比較的単純な構造を持つ可解群である。
冪零度 n の冪零群の任意の部分群は、冪零度高々 n である。加えて、f が冪零度 n の冪零群上の準同型ならば、f の像は冪零度高々 n の冪零群になる。
有限群に対して以下は同値であり、冪零性の有効性が顕わになる:
- (a) G は冪零群である。
- (b) 正規化性質: H が G の真の部分群ならば、H は（H の G における）正規化群 NG の真の正規部分群になる。
- (c) G の任意のシロー部分群は正規部分群である。
- (d) G はそのシロー部分群の直積である。

最後の性質 (d) は無限群の場合にも拡張することができる:
命題G が冪零群ならば、G の任意のシロー p-部分群 Gp は正規であり、それらシロー部分群の直積は G における位数有限な元全体の成す部分群に一致する。
冪零群の性質の多くは超中心群と共通している。

## 注